# Leyte Meridional
Leyte Meridional (en anglès Southern Leyte, en filipí Katimugang Leyte, en waray-waray Habagatan nga Leyte o Salatan nga Leyte) és una província de les Filipines situada a la regió de les Visayas Orientals. Ocupa la part sud de l'illa de Leyte, així com l'illa de Panaon i altres illes menors. Limita amb les províncies de Leyte (al nord) i Samar Oriental (al sud-est), i està banyada pel golf de Leyte al nord-est, l'estret de Surigao (que la separa de Mindanao) al sud-est, el mar de Bohol al sud i el canal de Canigao (que la separa de Bohol) a l'oest. La capital provincial és la ciutat de Maasin.

## Població i cultura
La llengua materna de la major part de la població és el cebuà. El dialecte local té influències del boholà a causa de la proximitat amb Bohol. D'altra banda, el filipí i el waray-waray es parlen com a segona llengua

## Divisió administrativa
La província de Leyte Meridional es compon d'una ciutat i 18 municipis, subdividits alhora en 500 barangays.

### Ciutats
- Maasin

### Municipis
| - Anahawan - Bontoc - Hinunangan - Hinundayan - Libagon - Liloan | - Limasawa - Macrohon - Malitbog - Padre Burgos - Pintuyan - Saint Bernard | - San Francisco - San Juan - San Ricardo - Silago - Sogod - Tomas Oppus |